# Bahnstrecke Grenoble–Montmélian
| Die Strecke zwischen Domène und Lancey |                      |                                        |                                        |
| |                      |                                        |                                        |
| Streckennummer (SNCF): | 909 000              |                                        |                                        |
| Streckenlänge: | 54,4 km              |                                        |                                        |
| Spurweite: | 1435 mm (Normalspur) |                                        |                                        |
| Stromsystem: | 25 kV 50 Hz ~        |                                        |                                        |
| Maximale Neigung: | 8 ‰                  |                                        |                                        |
| Zweigleisigkeit: | durchgehend          |                                        |                                        |
| |                      |                                        |                                        |
| \| \| \| Bahnstrecke Lyon–Marseille von Lyon \| \| \| \| 130,538 \| Grenoble \| Grenoble \| \| \| 131,609 \| Neutrassierung \| Neutrassierung \| \| \| 133,682 \| Bahnstrecke Lyon–Marseille nach Veynes \| Bahnstrecke Lyon–Marseille nach Veynes \| \| \| 135,225 \| Échirolles \| Échirolles \| \| \| 137,000 \| Eybens (Jeux Olympiques) \| Eybens (Jeux Olympiques) \| \| \| \| \| \| \| \| 141,630 \| Rocade Sud (N 87) \| Rocade Sud (N 87) \| \| \| 141,998 6,852 \| Grenoble Universités-Gières \| Grenoble Universités-Gières \| \| \| 11,018 \| Domène \| Domène \| \| \| 11,472 \| Tunnel Domène (18 m) \| Tunnel Domène (18 m) \| \| \| 16,473 \| Lancey \| Lancey \| \| \| 20,029 \| Brignoud \| Brignoud \| \| \| 26,250 \| Tencin-Theys \| Tencin-Theys \| \| \| 26,810 \| Tunnel Tencin (26 m) \| Tunnel Tencin (26 m) \| \| \| 30,694 \| Goncelin \| Goncelin \| \| \| 36,673 \| Le Cheylas-La Bussière \| Le Cheylas-La Bussière \| \| \| 41,393 \| Pontcharra-sur-Bréda \| Pontcharra-sur-Bréda \| \| \| 42,025 \| Brèda (14m) \| Brèda (14m) \| \| \| \| LGV Lyon-Turin (geplant) \| \| \| \| 46,844 \| Sainte-Hélène-du-Lac \| Sainte-Hélène-du-Lac \| \| \| 47,664 \| A43 (70m) \| A43 (70m) \| \| \| 47,907 \| Isère (153m) \| Isère (153m) \| \| \| 49,467 \| Bahnstrecke Culoz–Modane von Modane \| Bahnstrecke Culoz–Modane von Modane \| \| \| 49,766 \| Montmélian \| Montmélian \| \| \| \| Bahnstrecke Culoz–Modane nach Culoz \| \| |                      |                                        |                                        |
| |                      | Bahnstrecke Lyon–Marseille von Lyon    |                                        |
| Bahnhof | 130,538              | Grenoble                               | Grenoble                               |
| Verschwenkung von links · Verschwenkung von rechts (Strecke außer Betrieb) | 131,609              | Neutrassierung                         | Neutrassierung                         |
| Abzweig geradeaus und nach rechts · Strecke (außer Betrieb) | 133,682              | Bahnstrecke Lyon–Marseille nach Veynes | Bahnstrecke Lyon–Marseille nach Veynes |
| Haltepunkt / Haltestelle · Strecke (außer Betrieb) | 135,225              | Échirolles                             | Échirolles                             |
| ehemaliger Haltepunkt / Haltestelle · Strecke (außer Betrieb) | 137,000              | Eybens (Jeux Olympiques)               | Eybens (Jeux Olympiques)               |
| Verschwenkung nach links · Verschwenkung nach rechts (Strecke außer Betrieb) |                      |                                        |                                        |
| Strecke mit Straßenbrücke | 141,630              | Rocade Sud (N 87)                      | Rocade Sud (N 87)                      |
| Bahnhof | 141,998 6,852        | Grenoble Universités-Gières            | Grenoble Universités-Gières            |
| ehemaliger Haltepunkt / Haltestelle | 11,018               | Domène                                 | Domène                                 |
| Tunnel | 11,472               | Tunnel Domène (18 m)                   | Tunnel Domène (18 m)                   |
| Haltepunkt / Haltestelle | 16,473               | Lancey                                 | Lancey                                 |
| Haltepunkt / Haltestelle | 20,029               | Brignoud                               | Brignoud                               |
| ehemaliger Haltepunkt / Haltestelle | 26,250               | Tencin-Theys                           | Tencin-Theys                           |
| Tunnel | 26,810               | Tunnel Tencin (26 m)                   | Tunnel Tencin (26 m)                   |
| Haltepunkt / Haltestelle | 30,694               | Goncelin                               | Goncelin                               |
| ehemaliger Haltepunkt / Haltestelle | 36,673               | Le Cheylas-La Bussière                 | Le Cheylas-La Bussière                 |
| Haltepunkt / Haltestelle | 41,393               | Pontcharra-sur-Bréda                   | Pontcharra-sur-Bréda                   |
| Brücke über Wasserlauf | 42,025               | Brèda (14m)                            | Brèda (14m)                            |
| Kreuzung (Querstrecke außer Betrieb) |                      | LGV Lyon-Turin (geplant)               | LGV Lyon-Turin (geplant)               |
| ehemaliger Haltepunkt / Haltestelle | 46,844               | Sainte-Hélène-du-Lac                   | Sainte-Hélène-du-Lac                   |
| Brücke | 47,664               | A43 (70m)                              | A43 (70m)                              |
| Brücke über Wasserlauf | 47,907               | Isère (153m)                           | Isère (153m)                           |
| Abzweig geradeaus, nach rechts und von rechts | 49,467               | Bahnstrecke Culoz–Modane von Modane    | Bahnstrecke Culoz–Modane von Modane    |
| Bahnhof | 49,766               | Montmélian                             | Montmélian                             |
| |                      | Bahnstrecke Culoz–Modane nach Culoz    |                                        |

Die Bahnstrecke Grenoble–Montmélian  ist eine normalspurige, zweigleisige, 52 Kilometer lange Eisenbahnstrecke im Südosten von Frankreich.

## Geschichte und Beschreibung

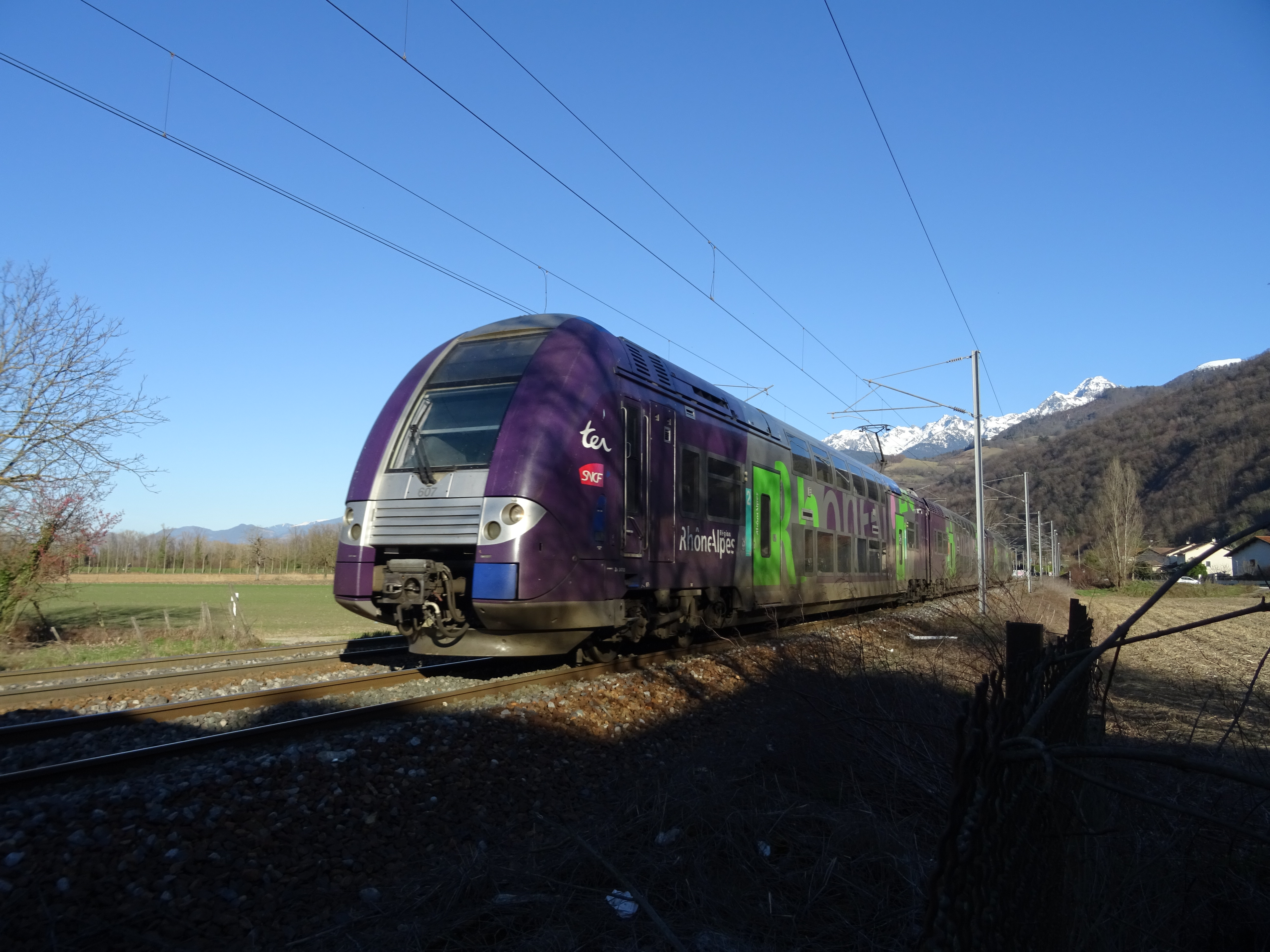
Doppelstocktriebzug der Baureihe Z 24500 bei Gières

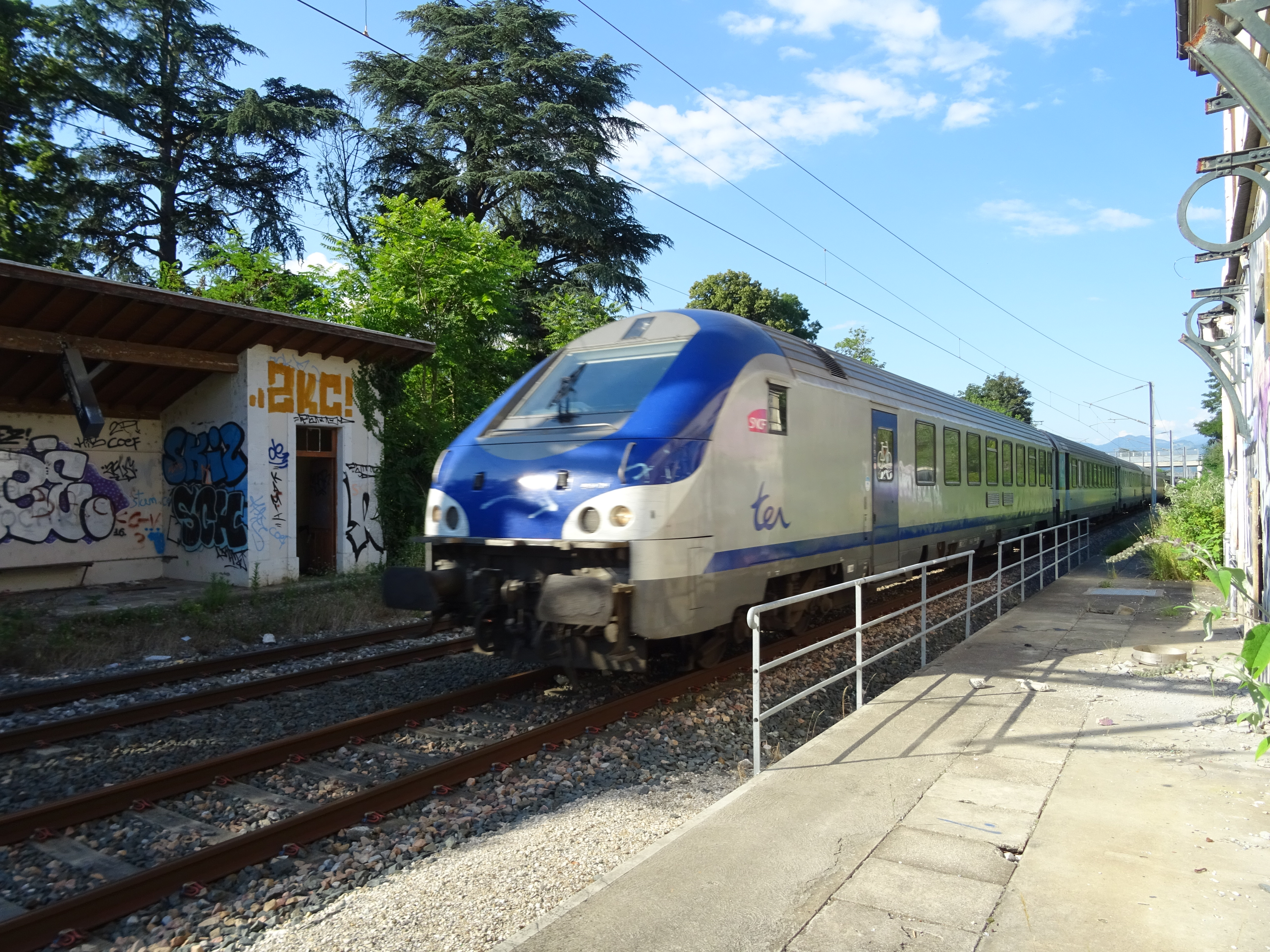
Wendezug aus Corail-Wagen bei der Durchfahrt durch die Station Domène

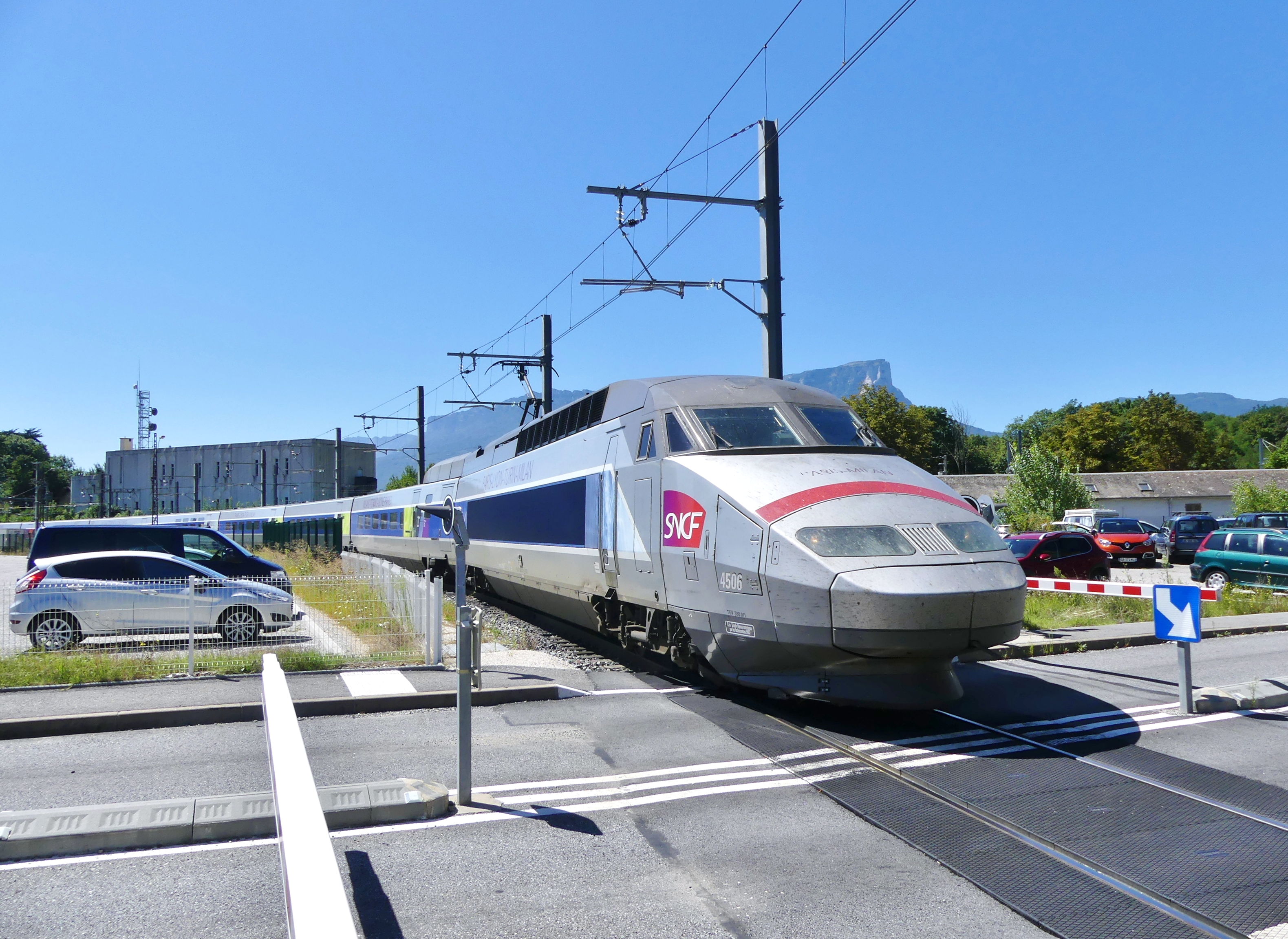
TGV der Relation Mailand–Paris via Grenoble unter Umgehung des Bahnhofs Montmélian auf dem dortigen Verbindungsgleis am Bahnübergang der Avenue de la Gare (2017)

Sie wurde von der Compagnie des chemins de fer de Paris à Lyon et à la Méditerranée (PLM) gebaut und am 15. September 1864 (als zweigleisige Strecke) eröffnet, um eine Verbindung zwischen Grenoble und Montmélian herzustellen. Im September 1991 wurde sie zwischen Grenoble und Gières elektrifiziert. Die Elektrifizierung der gesamten Strecke wurde am 15. Dezember 2013 abgeschlossen.